# TvOS
TvOS is het besturingssysteem dat op de Apple TV draait vanaf de vierde generatie en is ontwikkeld door Apple.
TvOS maakt het mogelijk voor ontwikkelaars om apps te schrijven voor deze nieuwe Apple TV. TvOS is een aangepaste versie van Apples bekende mobiele besturingssysteem iOS. Bij eerdere Apple TV's was het niet echt duidelijk welk besturingssysteem erop draaide. Apple had er geen officiële naam voor; het werd een variant van OS X genoemd.
Met de vierde Apple-generatie kwam tvOS in september 2015 officieel uit. Aan dit besturingssysteem werd de App Store toegevoegd, waardoor het nu mogelijk werd om games te installeren op een Apple TV. Er was vooral cosmetisch veel veranderd: zo lijkt de vormgeving meer op die van OS X El Capitan en iOS 7.
De HomePod draait sinds 12 maart 2020 ook op tvOS de grootste redenen van de overstap heeft te maken heeft met ondersteuning; de Originele HomePod draait op een Apple A8-chip, die in de volgende grote versie van iOS 13 niet meer ondersteund wordt. Daaronder vallen ook de iPhone 6 en 6 Plus en de iPod Touch 6.